# Emiel Wastyn
Emiel Wastyn (Menen, 1 januari 1992) is een Belgisch professioneel wielrenner. Hij komt uit voor de Ierse Continentale wielerploeg An Post-Chainreaction. Zijn grootste overwinning behaalde hij in 2015 in Izegem Koers, als Elite zonder contract klopte hij er in de spurt Michael Van Staeyen en Timothy Dupont.

## Privéleven
Emiel Wastyn werd geboren in Menen en woont in het nabij gelegen Geluwe. Op zijn 18e ging Wastyn studeren aan de Universiteit Gent, daar combineerde hij het Wielrennen met zijn studies Industrieel Ingenieur.

## Loopbaan als wielrenner

### Jeugd
Emiel Wastyn begon al op jonge leeftijd te sporten. Vanaf zijn 8 jaar (2000) begon Emiel met Atletiek maar de liefde voor de fiets was snel merkbaar. Op zijn 12 jaar sloot hij zich aan bij K.S.V. Deerlijk-Gaverzicht, de ploeg die hij als aspirant, nieuweling en junior trouw bleef.

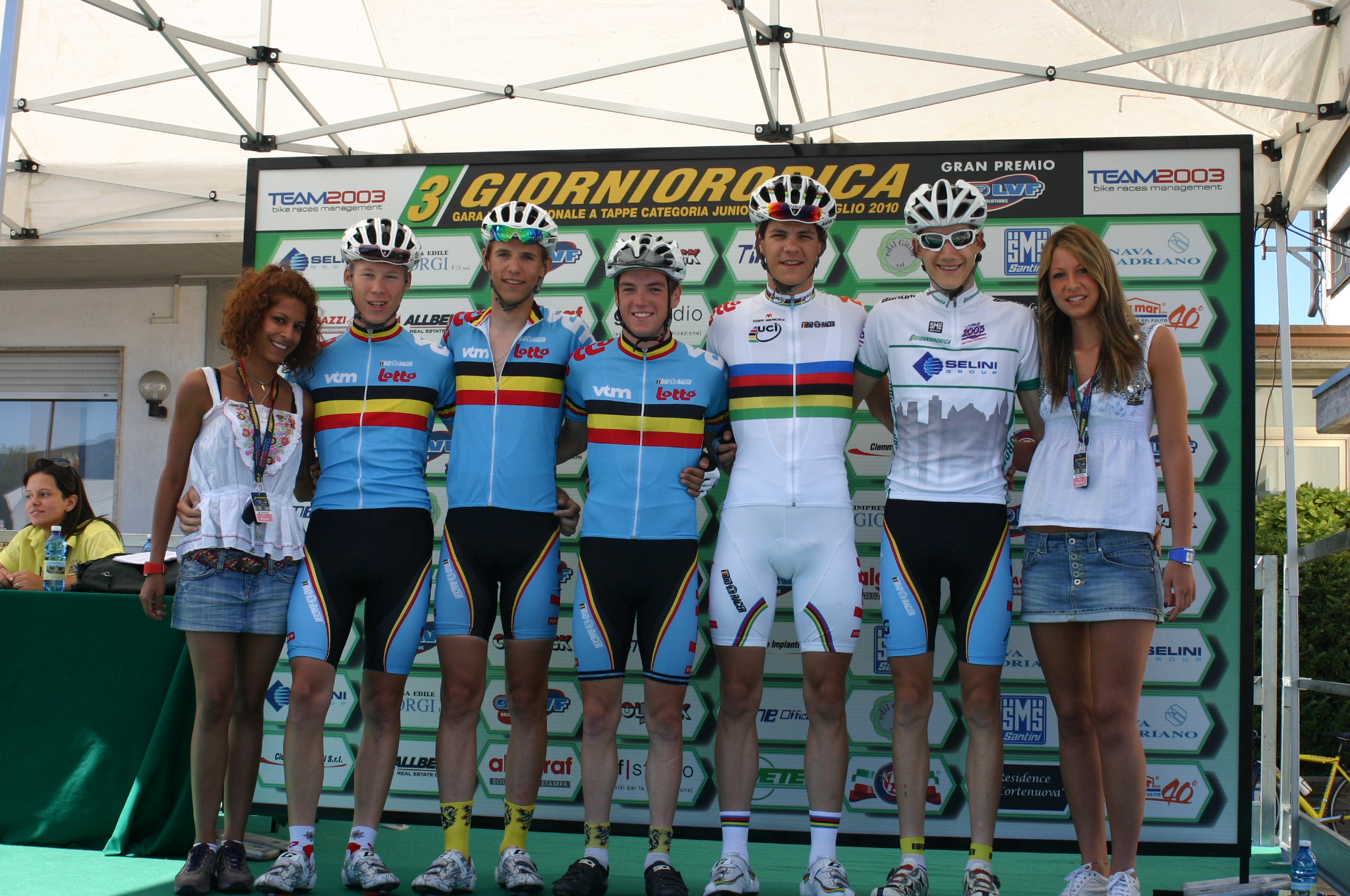
De Belgische nationale juniorenselectie in 3 Giorni Orobica in 2010.

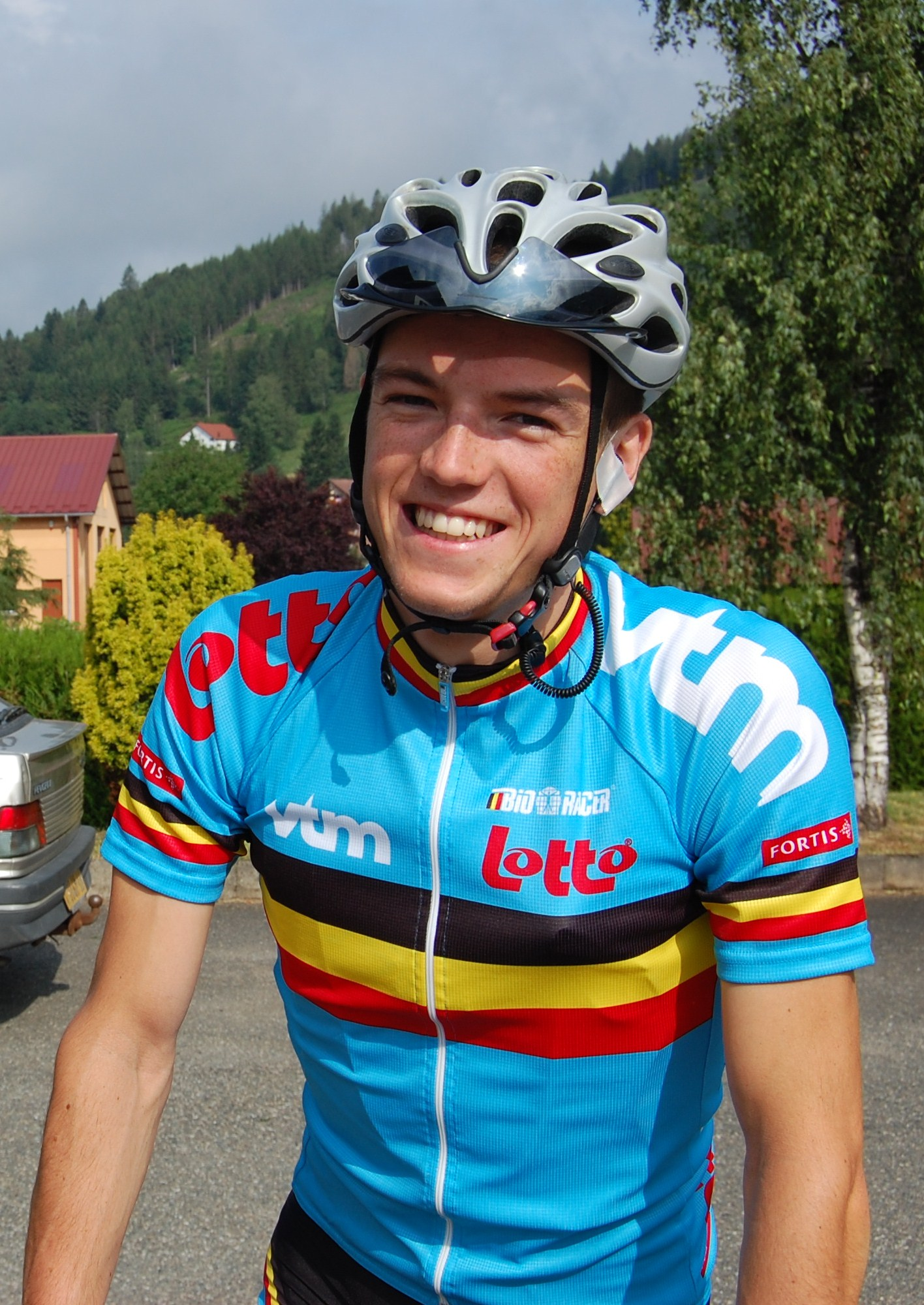
Emiel Wastyn als junior voor het Wereldkampioenschappen wielrennen in 2010 in Offida.

Als junior, in 2010 reed Emiel Wastyn, onder begeleiding van trainer Luc Wallays een sterk jaar, hij imponeerde en toonde dat hij over goeie klimmerscapaciteiten beschikt. Hij eindigde 2e in de Klimkoers van Harzé en 4e in de Klimkoers van La Gleize. Dit was ook bondscoach Carlo Bomans niet ontgaan. In de Tour du Valromey, een pittige rittenwedstrijd in de Alpen met behoorlijk wat klimwerk, eindigde hij in het shirt van de Belgische nationale ploeg als 5e in het algemeen klassement en respectievelijk als 10e, 4e, 10e en 14e in de 4 ritten. Hij zag zijn puike seizoen bekroond met een ticket voor het WK wielrennen in Offida voor junioren. Op een pittig parcours in dienst van Jasper Stuyven, die brons haalde op dat WK, kwam Emiel Wastyn als 36e over de meet.
Als belofte (2011-2013) combineerde Wastyn zijn wielercarrière met zijn studies Industrieel Ingenieur aan de Universiteit Gent. De student die in het bezit was van een topsportstatuut kwam uit voor Jong Vlaanderen (wielerploeg), de ploeg van Freddy Missotten. Tot hij in 2014, tijdens zijn Master (graad) Industrieel ingenieur, de overstap maakte naar Verandas Willems en daar de kans kreeg om zijn studies verder te combineren met wielrennen.

### 2015
Nadat Wastyn afstudeerde in 2014, kon hij zich volop richten op het Wielrennen. In 2015 reed hij zijn tweede jaar voor Veranda's Willems en kon hij enkele mooie resultaten bijeen rijden. Zijn belangrijkste resultaat was winst in Izegem Koers. Daar klopte hij op indrukwekkende manier Michael Van Staeyen en Timothy Dupont.

### 2016
Na een veelbelovend jaar, waarin Wastyn toonde over het nodige potentieel te beschikken, tekende hij uiteindelijk voor de Ierse wielerploeg An Post-Chainreaction. Bij An Post-Chainreaction toonde Emiel Wastyn ondertussen dat hij over een stel snelle benen beschikt. Hij wordt vaak gebruikt als lead out in de spurt voor zijn snelle ploegmaten. Maar daarnaast toonde hij ook al dat hij over snelle benen beschikt. In An Post Rás 2016 hielp hij ploegmaat Aaron Gate aan een 2e opeenvolgende groene puntentrui. In diezelfde 8-daagse rittenwedstrijd wist hij ook 4 top 10-plaatsen bij elkaar te rijden. Hij finishte 5e in de 2e rit, 2e in de 4e rit, 6e in de 6e rit en 3e in de 8e rit. In het klassement voor de groene Puntentrui eindigde Wastyn op een knappe 5e plaats.

## Palmares

### Jeugd
2008 (Nieuwelingen)
- 2e West-Vlaams Kampioenschap
- 6e Belgisch Kampioenschap

2009 (Junioren) - 2 zeges
- Winst in Stasegem
- Winst in Mesen
- 5e in Algemeen Klassement El Circuito Cantábro Júnior[1]
- 2e in Westkerke
- 2e in Zonnebeke
- 2e in Klimkoers Harzé

2010 (Junioren) - 2 zeges
- Winst in Dadizele[2]
- Winst in Kooigem
- 2e in Klimkoers Harzé
- 2e in Stasegem
- 2e in Harelbeke
- 2e in Kemmel
- 2e in Criterium Moorslede
- 2e in Denderleeuw
- 5e in algemeen klassement van Tour du Valromey[3][4]
- 4e in Klimkoers La Gleize
- 7e in 3e etappe Ardense Pijl

2013 (Beloften) - 1 zege
- Winst in Beselare - Zonnebeke
- 2e in Vremde

2014 (Beloften)
- 9e in proloog Sibiu Cycling Tour 2014
- 2e in Mémorial Gilbert Letêcheur Rochefort

### Elite
2015 - 1 zege
- Winst in Izegem Koers
- 3e in Omloop van de Grensstreek Wervik
- 3e in Heusden
- 4e in Zillebeke - Westouter - Zillebeke
- 5e in Memorial Noël Soetaert
- 5e in Brussel-Zepperen

2016
- 4e in Grand Prix Criquielion
- 5e in Etappe 2 van An Post Rás
- 2e in Etappe 4 van An Post Rás
- 6e in Etappe 6 van An Post Rás
- 3e in Etappe 8 van An Post Rás
- 5e in eindklassement groene Puntentrui An Post Rás
- 15e in Kampioenschap van Vlaanderen
- 12e in Gooikse Pijl

## Ploegen
- 2011- Jong Vlaanderen-Bauknecht
- 2012- Jong Vlaanderen-Bauknecht
- 2013- Ventilair-Steria
- 2014- Veranda's Willems
- 2015- Veranda's Willems
- 2016- An Post-Chainreaction